# Villemorin
Villemorin település Franciaországban, Charente-Maritime megyében. Lakosainak száma 125 fő (2022. január 1.). Villemorin Aulnay, Cherbonnières, Contré, Loiré-sur-Nie és Néré községekkel határos.

## Népesség
A település népessége az elmúlt években az alábbi módon változott:
| Lakosok száma | 175  | 157  | 142  | 128  | 97   | 87   | 97   | 107  | 119  | 125  |
|               | 1968 | 1982 | 1999 | 2006 | 2011 | 2015 | 2017 | 2018 | 2020 | 2022 |